# Constitutiebrief
Een constitutiebrief is een document dat door een obediëntie aan een vrijmetselaarsloge verstrekt wordt en waarmee de loge kan aantonen dat zij bij de obediëntie aangesloten is. Wordt een loge verplaatst of komt de loge onder een andere obediëntie te vallen, dan dient de constitutiebrief geratificeerd te worden.
Bij een inwijding kan de constitutiebrief aan de kandidaat getoond worden, waarmee aangetoond kan worden dat de loge regulier werkt. Vaak wordt de datum waarop de constitutiebrief is afgegeven beschouwd als de oprichtingsdatum van de Loge, maar dit is onjuist. De oprichting betreft de vereniging naar Nederlands recht. De constitutiebrief wordt pas later afgegeven bij de installatie van een loge naar Maçonniek recht door de Grootloge.
Vrijmetselarij · Beginselen · Geschiedenis · Symbolen · Vrijmetselaarsloge · Ordegrondwet · Obediëntie · Regulariteit en irregulariteit · Ritus · Graden · Grootmeester · Gemengde vrijmetselarij · Para-vrijmetselarij · Antivrijmetselarij · Vrijmetselarij in Nederland · Vrijmetselarij in België
>>> Meer info op Portaal:Vrijmetselarij <<<